# 浮陀跋摩
浮陀跋摩（iast: Buddhavarman），漢譯「覺鎧」。西域人。南朝宋元嘉年間到達北涼。雖習三藏經論，尤善《毘婆沙論》。

## 生平
浮陀跋摩自幼聰慧出眾。廣學三藏，而對《毘婆沙論》特別有興趣，常常持誦此論。當時有沙門道泰遊蔥嶺之西，得《毘婆沙論》梵文本，一直等待賢人翻譯。所以當浮陀跋摩來到中國，又以擅長此論聞名，便請他主持漢譯。南朝宋元嘉十四年，浮陀跋摩在涼洲城內的閑豫宮展開了譯經，由道泰筆受、道挻作序、沙門慧嵩道朗與義學僧三百餘人考正文義。由於北魏拓跋壽討伐北涼姑臧，在戰火中，許多經書都被焚毀，《毘婆沙論》也因此有四十卷亡佚。浮陀跋摩為避時亂，回到西域，不知所終。

## 譯經貢獻
《阿毘曇毘婆沙論》一百卷。

## 內部連結
- .   [2022-01-09]. （原始内容存档于2020-12-05）.
- 丁福保.  . 维基文库.